# Un neveu d'Amérique
Un neveu d’Amérique ou Les deux Frontignac est une pièce de théâtre de Jules Verne, Charles Wallut et Édouard Cadol,  représentée pour la première fois en avril 1873.

## Historique
D'abord dénommée Le Bon Motif, il s'agit d'une comédie vaudeville en trois actes. Jules Verne écrit la pièce en 1861 mais celle-ci n'est jouée que douze ans plus tard, le 17 avril 1873 au théâtre de Cluny. Cadol, qui est à l'origine de la représentation, veut aussi en faire publier le texte mais Pierre-Jules Hetzel refuse absolument que Verne ne paraisse ailleurs que dans sa propre librairie. Verne envisage alors que la pièce ne soit éditée que sous le nom de Cadol. Finalement, Hetzel la publie en juillet 1873. Elle sera reprise en 1979 à la suite du roman Clovis Dardentor publié chez 10/18.
Bien que plusieurs lettres de Verne à Hetzel témoignent de la collaboration de Charles Wallut, celui-ci, comme Édouard Cadol, ne sera pas mentionné sur la version imprimée. Eugène Labiche est parfois aussi mentionné dans les auteurs de la pièce.
La pièce est représentée 58 fois au théâtre de Cluny, du 17 avril au 15 juin 1873. Elle rapporte 434 francs de droits d'auteur qui sont partagés à parts égales entre Verne, Cadol et Wallut. Elle sera reprise au Théâtre municipal d'Amiens les 23 et 26 mars 1888. D'après Volker Dehs, Un neveu d'Amérique est la seule comédie de Jules Verne à avoir été représentée en langue allemande dans deux traductions différentes : Ein Neffe aus Amerika, jouée au Stadttheater de Vienne en novembre 1873, et Die beiden Frontignac, jouée le 18 juillet 1875 au Residenztheater de Berlin.

## Réception
Émile Zola, dans ses Causeries dramatiques de l'Avenir national,  du 24 avril 1873 écrit : « Je suis ravi pour ma part que la comédie de M. Verne ne soit qu'un vaudeville, qu'une farce heureuse et sans prétention. J'avais peur d'une pièce honnête et médiocre. Aussi, quelle joie de pouvoir se mettre à son aise et de s'amuser comme un grand enfant ! [...] Il (Jules Verne) vient de prouver que l'auteur dramatique est toujours vivant en lui et qu'il peut faire rire les grandes personnes, après avoir instruit les enfants. La troupe du théâtre de Cluny a joué avec beaucoup de verve Un neveu d'Amérique. L'ensemble a de l'entrain... »
Le Journal d'Amiens du 25 mars 1888 en fait écho dans un article signé NEMO : « Les trois actes du Neveu d'Amérique ont été salués par de chaleureux applaudissements... »

## Résumé
Stanislas Frontignac, un bon vivant, a placé sa fortune en viager et, évidemment, a guéri de son angine de poitrine. Ainsi,  Marcandier lui paie des intérêts fabuleux. Apparaît alors un neveu venu d'Amérique, que Stanislas ne connaissait même pas. Progressivement, il en fait son fils et cherche à le marier à une jeune fille qu'il aime... Pour donner une dot à son neveu, Stanislas propose à Marcandier de reprendre son capital mais celui-ci, soupçonneux, le croit malade... Un médecin auscultant Stanislas proclame qu'il sera centenaire. Marcandier, désespéré, crie qu'il est ruiné...